# Máy đo gió

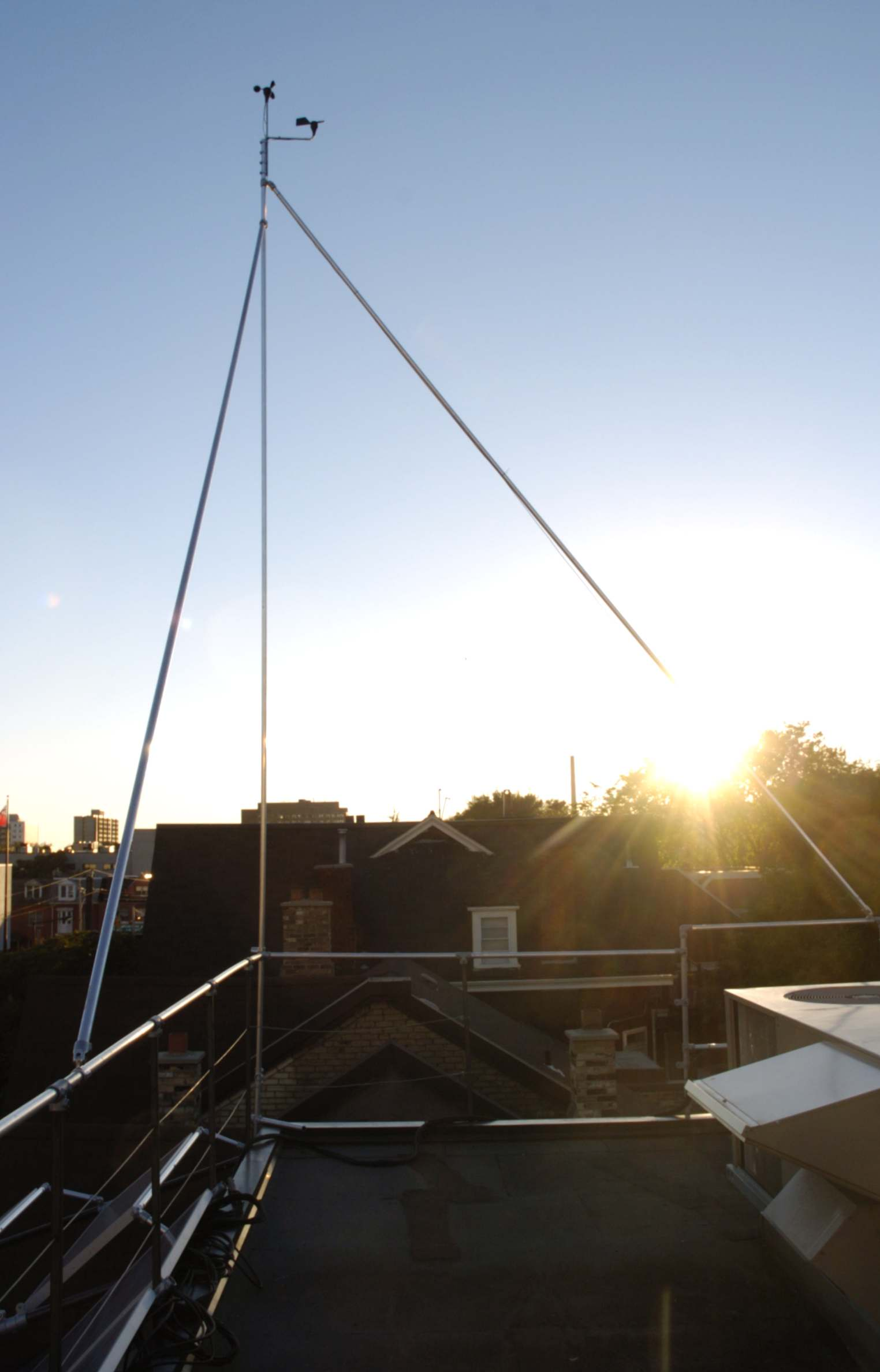
Máy đo gió trên nóc Deconism Gallery.

Máy đo gió (tiếng Anh: anemometer, bắt nguồn từ tiếng Hy Lạp là "anemos" có nghĩa là gió), Hán Việt: Phong tốc kế 風速計, là một thiết bị dùng để đo tốc độ và áp suất của gió, và là một trong những thiết bị có thể thấy ở các trạm khí tượng.
Máy đo gió được chia làm hai loại: loại dùng để đo tốc độ gió, và loại dùng để đo áp suất của gió. Tuy nhiên giữa tốc độ và áp suất gió có những điểm liên quan mật thiết với nhau, vì vậy một máy đo gió phù hợp với hai loại này sẽ cho cả hai thông tin này.

## Đo tốc độ gió
Máy đo tốc độ gió chia làm hai loại: một loại không cần chong chóng chỉ hướng gió, loại còn lại thì cần.

### Máy đo hình chén

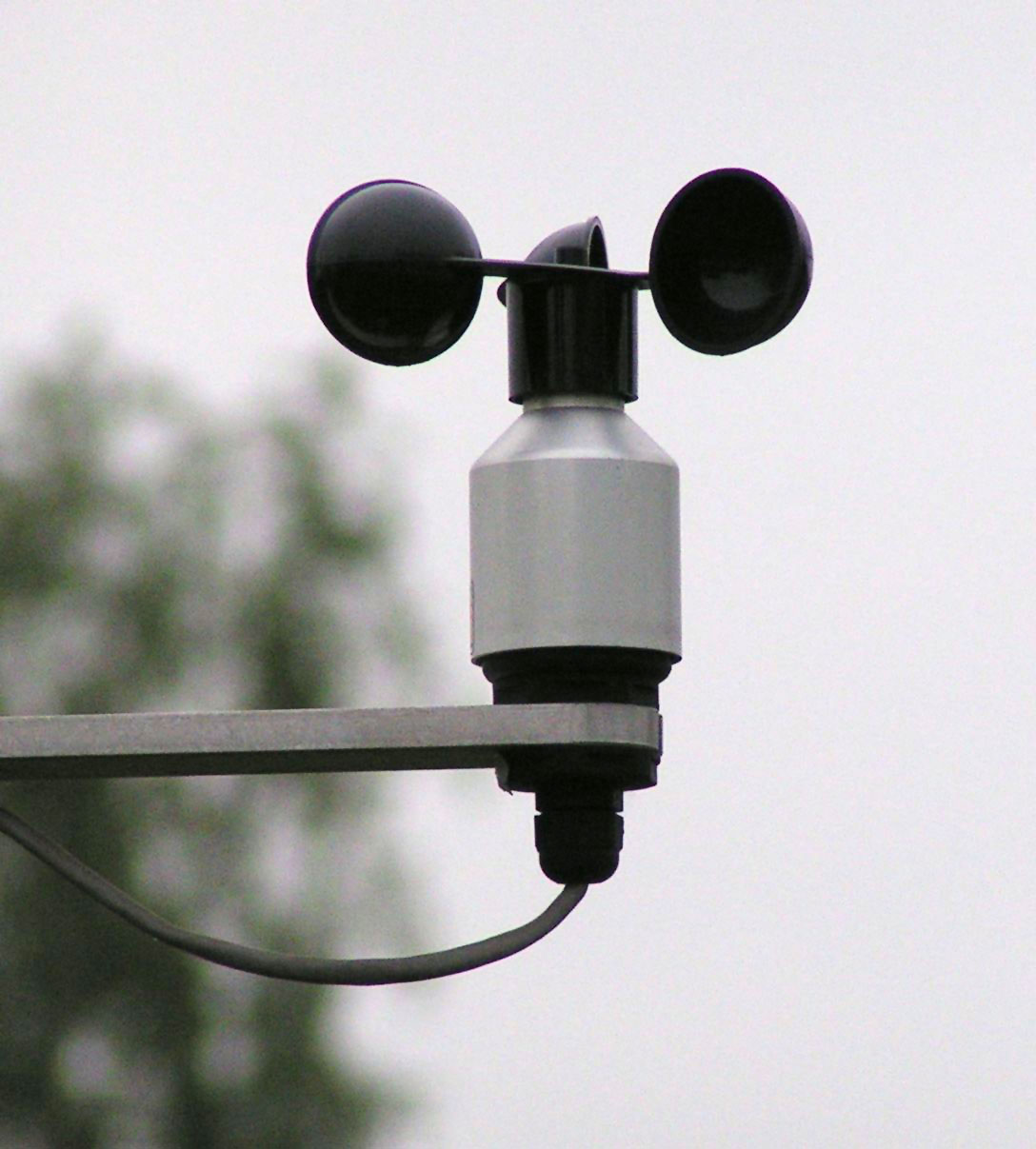
Máy đo gió hình chén

Dạng máy đo gió hình chén, được phát minh bởi tiến sĩ John Thomas Romney Robinson (1846), đài quan sát Armagh, là thiết bị nổi tiếng và được dùng rộng rãi, và là một trong những thiết bị đo gió đầu tiên.
Máy có 4 chén hình bán cầu, mỗi cái gắn vào một đầu của một tay đòn, có 2 tay đòn nằm ngang vuông góc với nhau. Có một trục đứng ở giữa nằm ở giao điểm 2 tay đòn là tâm mà các chén quay xung quanh; một bộ truyền động đếm số vòng mà trục quay được, và từ số vòng quay được đó trong một khoảng thời gian sẽ tính ra được vận tốc gió.
Các chén được đặt đối xứng ở cuối mỗi tay đòn, vì vậy có thể thấy gió luôn thổi vào phía trong chén; phía sau của chén cũng hướng vào gió, nhưng áp suất của gió thổi vào không đáng kể, và do đó sự xoay vòng được sinh ra; mỗi chén đến lượt nó sẽ tạo ra lực để tiếp tục xoay.
Hai điểm nổi bật của máy đo này là sự đơn giản và không cần chong chóng chỉ hướng gió; tuy nhiên nó không phù hợp để lưu dữ liệu lên giấy tại một thời điểm nhất định, và do đó nó sẽ ghi thiếu thông tin những cơn gió giật mạnh trong thời gian ngắn. Thật không may, khi tiến sĩ Robinson thiết kế máy đo gió, ông phát biểu rằng dù kích thước của chén hay độ dài cánh tay đòn, vận tốc của chén luôn quay bằng ⅓ vận tốc gió. Kết quả này đã được xác nhận bằng các thí nghiệm độc lập, nhưng nó vẫn còn cách xa sự thực, vì tỉ số thực giữa vận tốc gió và vận tốc chén phụ thuộc rất lớn vào kích thước của chén và chiều dài cánh tay đòn, và có thể có giá trị hơn ⅔. Vì vậy kết quả thu được của máy đo gió thường có sai số đến gần 50%.

### Máy đo dạng cối xay gió
Một dạng khác của máy đo vận tốc gió có dạng cối xay gió. Trong dạng máy đo gió của Robinson thì trục quay nằm thẳng đứng, nhưng với dạng này thì trục quay nằm song song với hướng gió, do đó nó nằm ngang. Hơn nữa, khi gió đổi chiều thì trục quay cũng thay đổi, chong chóng chỉ hướng gió hoặc những thứ tương tự được tạo ra có cùng mục đích như vậy. Trong trường hợp hướng gió luôn không đổi, như trong trường hợp hệ thống thông gió của mỏ hoặc nhà cao tầng, máy đo gió sẽ cho kết quả rất tốt.

## Đo áp suất gió
Đo áp suất gió người ta sử dụng ống pito